# Gottgetreu
Gottgetreu ist ein Ortsteil der Stadt Altenberg im Landkreis Sächsische Schweiz-Osterzgebirge in Sachsen.

## Geografie
Gottgetreu liegt im Osterzgebirge, unmittelbar an der Grenze zu Tschechien und etwa 2 km entfernt von Fürstenau und Fürstenwalde. Der Ort ist nach Lage, Anordnung und wirtschaftlichen Verhältnissen eine typische Spätsiedlung des 18. Jahrhunderts.
Die geschützte Ortslage am Talhang der Müglitz lässt in einer Höhenlage von über 700 m über NN sehr naturverbundene Obstbäume wachsen. Ihre Fruchtfolge ist nicht kontinuierlich. In manchen Jahren reifen die Früchte nicht aus.

## Geschichte

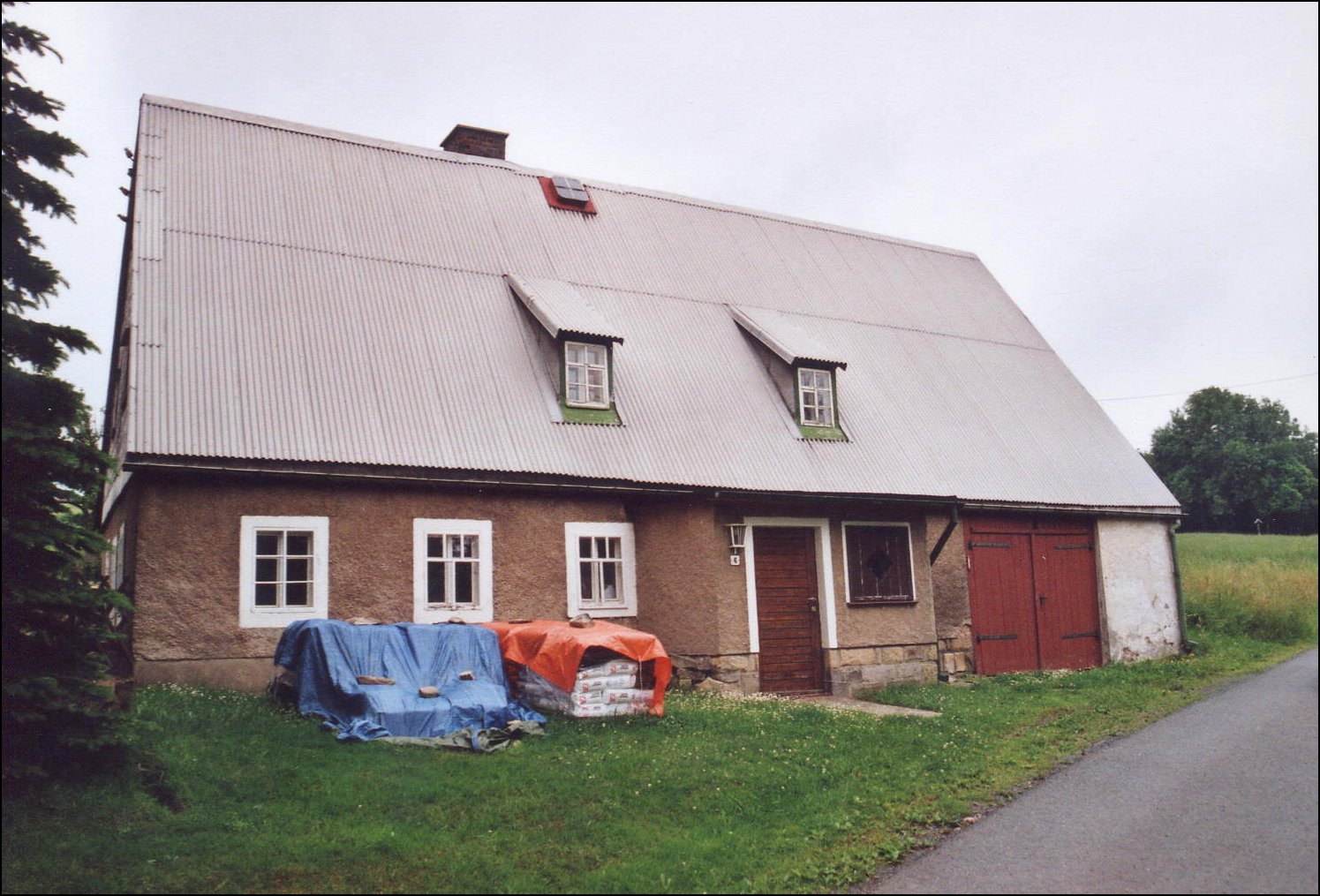
Typisches Erdgeschosshaus („Einhaus“) im oberen Ortsteil

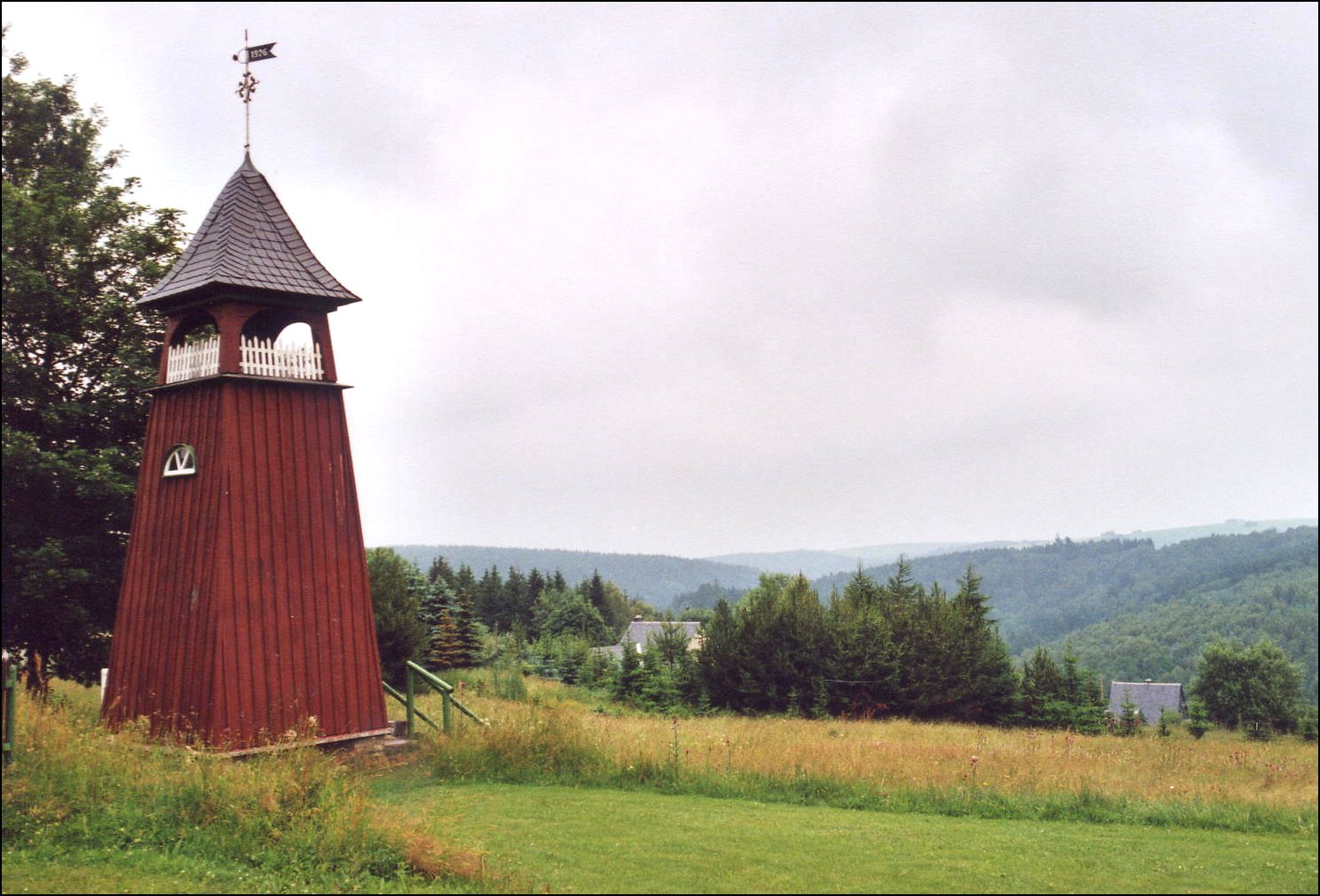
Glockenturm

Der kleine Ort wurde etwa zwischen 1729 und 1732 durch elf, aus dem benachbarten Vorderzinnwald in Böhmen vertriebene evangelische Familien, sogenannten Exulanten, unmittelbar hinter der sächsischen Grenze gegründet. Der Name des Ortes bewahrt die Erinnerung an die Standfestigkeit zur Glaubenslehre Martin Luthers. Der damalige Grundherr, Rudolf von Bünau auf Lauenstein, hatte die Ansiedlung mit Duldung Augusts des Starken genehmigt und ihnen kostenlos Bauholz zur Verfügung gestellt.
Die auffällige, rechtwinklige Form der Siedlung geht auf die ursprünglichen Besitzverhältnisse zum Zeitpunkt der Besiedlung zurück. Die obere Reihe war die Fortsetzung einer Hufe des benachbarten Fürstenauer Niederdorfes, liegt aber schon auf Lauensteiner Rittergutsflur und wurde zuerst bebaut. Die untere setzte man später an dem schon bestehenden Kirchweg nach Fürstenwalde an.
Im oberen Flügel der Siedlung herrschten Erdgeschosshäuser vor, die entweder mit Stroh oder mit Schindeln oder mit Schiefer gedeckt waren. Die Gebäude des unteren Flügels sind zweigeschossig. Ursprünglich gehörte nur ein Grasgarten zu den Häusern, deren Bewohner außer einem mäßigen Erbzins lange Zeit keine Steuer zu zahlen brauchten. Die meisten Ansiedler pachteten größere, nahe liegende „Laasstücke“ oder „Löser“ vom Grundherrn oder kauften Felder. Nur einzelne Anwesen vergrößerten sich bis zum vollen Bauerngut. Neben den in der Landwirtschaft tätigen Bewohnern waren andere im Bergbau, im Steinbruch, bei der Waldarbeit oder in verschiedenen Handwerken beschäftigt.
Der das Ortsbild beherrschende hölzerne Turm ist im vermeintlichen Jubiläumsjahr 1927 errichtet und mit einer Glocke aus der alten Fürstenauer Kirche versehen worden.
Gottgetreu gehörte als Ortsteil zu Fürstenau und wurde gemeinsam mit dieser Siedlung 1994 nach Geising eingemeindet. Geising wurde mit seinen Ortsteilen zum 1. Januar 2011 nach Altenberg eingemeindet.

### Einwohnerentwicklung
| Jahr | Einwohnerzahl |
| ---- | ------------- |
| 1834 | 64            |
| 1871 | 70            |
| 1890 | 65            |
| 1997 | 41 (1)        |
| 1998 | 37            |
| 1999 | 39            |
| 2000 | 39            |
| 2001 | 39            |
| 2002 | 35            |
| 2003 | 35            |
| 2004 | 30            |

| Jahr | Einwohnerzahl |
| ---- | ------------- |
| 2005 | 30            |
| 2006 | 29            |
| 2007 | 28            |
| 2010 | 18            |
| 2011 | 21            |
| 2014 | 19            |
| 2015 | 19            |
| 2017 | 20            |
| 2018 | 20            |
| 2021 | 16            |

(1): ab 1997: Bevölkerung am Jahresanfang (Einwohneramt der Städte Geising bzw. Altenberg)

### Regelmäßige Veranstaltungen
- alljährliches Glockenturmfest